# Dingo Beach
Dingo Beach ist ein Sandstrand im Süden des australischen Bundesstaats Western Australia. Er liegt bei dem Ort West Cape Howe im West-Cape-Howe-Nationalpark.
Der Strand ist 860 Meter lang und bis zu 150 Meter breit. Er öffnet sich in Richtung Südosten. Von einem kleinen Parkplatz nördlich des Strandes gibt es einen steilen Wanderweg der zum Strand hinabführt.
Dingo Beach wird nicht von Rettungsschwimmern bewacht.